# بطنج بري
البطنج البري أو الستاكس البري (باللاتينية: Stachys arvensis) نوع نباتي يتبع جنس البطنج من الفصيلة الشفوية.

## الموئل والانتشار
موطنه بلاد الشام والمغرب العربي ومعظم مناطق أوروبا والقوقاز.

## مرادفات للاسم العلمي
- (باللاتينية: Glechoma arvensis L.)
- (باللاتينية: Cardiaca arvensis (L.) Lam.)
- (باللاتينية: Trixago arvensis (L.) Hoffmanns. & Link)
- (باللاتينية: Trixella arvensis (L.) Fourr.)
- (باللاتينية: Stachys arvensis var. typica Domin, des. inval.)
- (باللاتينية: Glechoma belgica L.)
- (باللاتينية: Glechoma marrubiastrum Vill.)
- (باللاتينية: Stachys brasiliensis Benth.)
- (باللاتينية: Trixago colorata C. Presl)
- (باللاتينية: Trixago cordifolia Moench)
- (باللاتينية: Trixago punctata Gilib., des. inval.)
- (باللاتينية: Stachys arvensis var. bermudiana Millsp.)
- (باللاتينية: Stachys arvensis var. lamiiformis Domin)